# Islam in Rusland

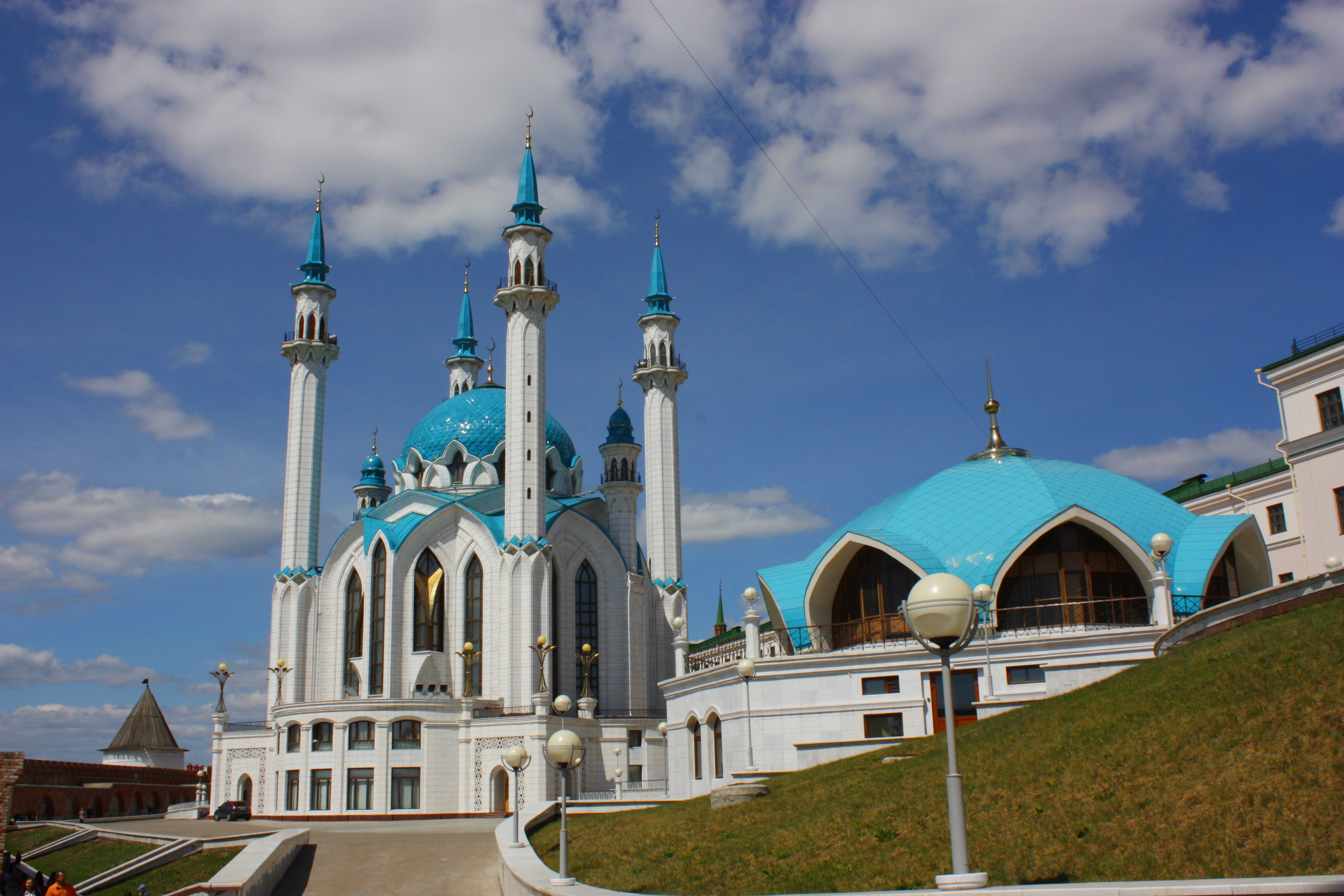
Qolşärifmoskee in Kazan, behorend tot de Hanafi versie van de soennitische islam is een van de grootste moskeeën in Rusland

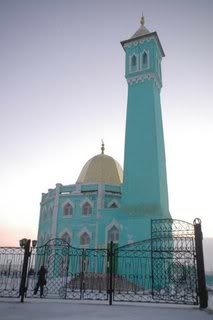
Nurd Kamal-moskee in Norilsk, is de noordelijkste moskee ter wereld.

De islam is na de Oosters-Orthodoxe Kerk de tweede godsdienst in Rusland. De islam wordt tegenwoordig beschouwd als een van de traditionele godsdiensten van Rusland, een onderdeel van de geschiedenis en het cultureel erfgoed. Volgens onderzoek bedraagt het percentage Russen dat zich moslim noemt tussen de 5 en 14; de meerderheid hiervan zijn Tataren. Een peiling door het Russisch Onderzoekcentrum voor de Publieke Opinie wees uit dat slechts 3% van de respondenten moslim zijn.
Vooral de bevolking van de Kaukasus tussen de Zwarte Zee en de Kaspische Zee is moslim: Circassiërs, Balkaren, Tsjetsjenen, Ingoesjeten, Kabardijnen en diverse volkeren in Dagestan. In het centrale deel van de Wolga-laagvlakte wonen Basjkieren en groepen van Bulgaarse afkomst, die in meerderheid moslim zijn. Er zijn meer dan 5.000 geregistreerde moslimorganisaties, zowel van soennieten, sjiieten, soefi's als ahmadi's.

## Geschiedenis van de islam in Rusland

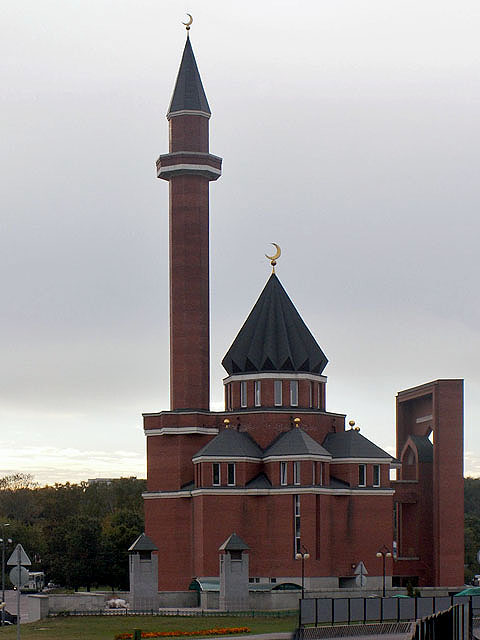
Moskee in Moskou

### Voor 1500
In het midden van de 7e eeuw, nadat Perzië islamitisch was geworden, drong de islam door in het gebied van de Kaukasus, waarvan gedeelten na de Russisch-Perzische oorlogen permanent een deel van Rusland zouden worden. De bevolking van Dagestan in de regio Derbent was het eerste volk op het huidige Russische grondgebied dat moslim werd, zij bekeerden zich na Arabische veroveringen in de 8e eeuw. De eerste moslimstaat in wat toekomstig Rusland zou worden was Wolga-Bulgarije.
De Tataren van het Kanaat Kazan namen de gelovige bevolking van die staat over. Later werden de meeste Europees-Turkse en Kaukasisch-Turkse volken volgelingen van de islam.
Aan het eind van de 10e eeuw bevonden zich omvangrijke moslimgemeenschappen langs de Wolga, in de Kaukasus, Siberië en de oasen van centraal-Azië.

### 1500-1800
De Tataren van het Kanaat van de Krim vielen geregeld Rusland binnen en legden in 1571 delen van Moskou in de as. Tijdens de rooftochten werden krijgsgevangenen gemaakt en burgers ontvoerd die daarna als slaven werden verkocht. Tot het eind van de 18e eeuw onderhielden de Krim-Tataren een omvangrijke slavenhandel met het Ottomaanse Rijk en het Midden-Oosten waarbij in de periode 1500-1700 ongeveer 2 miljoen slaven uit Rusland, Polen, Litouwen en Oekraïne werden weggevoerd. Overigens was het voor moslims tot 1649 mogelijk om in Rusland slaven te kopen. Daarna mochten alleen Orthodoxe Russen Orthodoxe slaven bezitten.
Op de Krim bevonden zich slavenmarkten in onder andere Caffa en Karasubazar. Joodse tussenpersonen speelden een rol bij de doorverkoop, bewaking en financiering, maar ook bij het vrijkopen van slaven namens hun familieleden. De slavenhandel kwam ten einde na de inname van de Krim door het Russische keizerrijk in 1774-1783 toen het door de Russische overheid werd verboden.
De periode van de Russische verovering van Kazan in 1552 tot de troonbestijging van Catharina de Grote in 1762 kenmerkte zich door onderdrukking van moslims door een politiek van uitsluiting en discriminatie, en vernietiging van moskeeën. Omstreeks 1745 werden alleen in de regio Tobolsk 75 moskeeën verwoest. In Basjkortostan waar de Basjkierse moslims de meerderheid vormden, gebeurde dit echter niet. Moslimbewoners uit het Midden-Wolgagebied waren ook daarheen gevlucht om aan vervolging te ontkomen.

Na de Basjkierse opstand van 1755 lieten de Russische autoriteiten de moslims en hun Oelama meer ruimte. Vanaf 1756 werd de herbouw van moskeeën in dorpen in de omgeving van Kazan, Voronezj, Astrakhan en Nizjni-Novgorod toegestaan, ook waar ze eerst waren vernietigd.
De Russische autoriteiten ontwikkelden een vorm van samenwerking met de Oelama in het Wolga-Oeral gebied. Tsarina Catharina de Grote bezocht in 1767 Kazan waar ze de bouw van een stenen moskee toestond, waarna er meer volgden. In 1773 vaardigde Catharina een edict uit: "Tolerantie voor alle geloven", op grond waarvan de (Orthodox)-kerkelijke autoriteiten zich niet meer konden bemoeien met moskeebouw of andere religieuze zaken betreffende moslims. Een tijdelijke periode van onrust ontstond nog door de Poegatsjov-opstand van 1774. Nieuwe moskeeën bestemd voor de Kozakken werden in de omgeving van Orenburg en Tobolsk gebouwd nabij de grens met de steppen van Kazachstan, met het oogmerk de heersers van dat gebied meer onder Russische controle te hebben. De geestelijken die in deze moskeeën gingen dienen waren Ruslandgezinde Oelama uit Wolga-Oeralgebied. Dezen werden vanaf 1782 betaald door de Russische staat. In 1788 werd een Spirituele Raad van de Russische Moslims opgericht waarbij de tsarina bepaalde dat dit staatsorgaan zich niet alleen zou bemoeien met de moslims van Basjkortostan, maar met die van het hele Russische rijk behalve de Krim. De preeklicenties voor imams werden door dit orgaan toegekend. Hoewel diverse van deze maatregelen een controle-karakter inhielden was er weinig protest vanuit de islamitische bevolking.

### 1800-1917
Basjkieren en Kalmukken vochten in de Russische legers tegen Napoleon. De Basjkieren hanteerden pijl-en-boog en andere wapens voor man-tegen-mangevechten. Ook hun vrouwen vochten mee. De bereden Kalmukken en Basjkieren maakten in 1814 de gehele Russische veldtocht tot in Frankrijk mee. Denis Davidov noemt in zijn memoires ook Basjkieren met pijl-en-boog.
De periode van tolerantie onder Catharina de Grote bleek een intermezzo. In de 19e eeuw werden diverse oorlogen gevoerd: de Kaukasusoorlog (1817-1864), de Russisch-Turkse Oorlog (1828-1829), de Tweede Russisch-Perzische Oorlog (1826-1828) en de Krimoorlog (1853-1856) pakten gunstig uit voor Rusland. De Kaukasusoorlog eindigde met het tekenen van een loyaliteitsverklaring van Kaukasische leiders op 2 juni (oude kalender 21 mei) 1864.

De Kaukasusoorlog had als neveneffect dat tsaar Alexander II de bergbevolking in de Noordelijke Kaukasus (die de Turken had gesteund in de hoop de Russen te kunnen verdrijven uit hun gebied) probeerde te onderdrukken. De tsaar drong deze bergvolkeren een keuze op: of vertrekken uit de berggebieden naar de vlakten rond de rivier de Koeban, ten noordwesten van de Kaukasus, of emigratie naar het Ottomaanse Rijk. De islamitische bergbevolking koos daarop massaal voor emigratie naar Turkije. Het Ottomaanse Rijk bood onderdak aan de Kaukasusbevolking die de regering van een christelijke vorst niet wilden accepteren; velen emigreerden naar Anatolië en kwamen uiteindelijk terecht in het huidige Turkije, Syrië, Jordanië, Israël, Irak en Kosovo. Andere Kaukasische moslims gingen naar naburig Iran. Onder andere via het op de Turken heroverde Toeapse aan de noordkust van de Zwarte Zee, emigreerden tussen 1863 en 1865 naar schatting 500.000 mensen onder slechte omstandigheden naar Turkije. De tsaar stelde wel geld ter beschikking voor de emigratie, maar de schippers die de migranten naar Turkije vervoerden kregen hiervan het grootste deel. De snelle emigratie leidde ertoe dat Russische functionarissen gingen vrezen dat de regio rond de Koeban geheel ontvolkt zou worden. De emigratie werd daarop weer verboden.
Diverse Russische, Kaukasische en Westerse historici zijn het eens over een aantal van ongeveer 500.000 inwoners van het Kaukasisch gebergte die in de jaren 1860 werden gedeporteerd door de Russen. Veel van hen stierven onderweg door ziekten. Degenen die loyaal bleven aan Rusland, werden in de lagere gebieden gevestigd, aan de linkeroever van de Koeban. De Russificatie van moslimgebieden zette zich met variërend tempo voort in de rest van de tsaristische periode en in de Sovjetperiode.

### Na 1917
In de Eerste Wereldoorlog, en na het wegvallen van de macht van het tsarendom daarna, slaagde de moslimbevolking van de Kaukasus er met Turkse hulp in om voorheen niet-moslimgebied onder controle te krijgen. In de zuidelijke steppen verklaarden Turkestan, Chiva en de volksrepubliek Boechara zich tot van Rusland onafhankelijke moslimstaten. Nadat de bolsjewieken definitief aan de macht waren brachten ze ook deze gebieden weer onder hun invloed, tot ongenoegen van de bevolking.

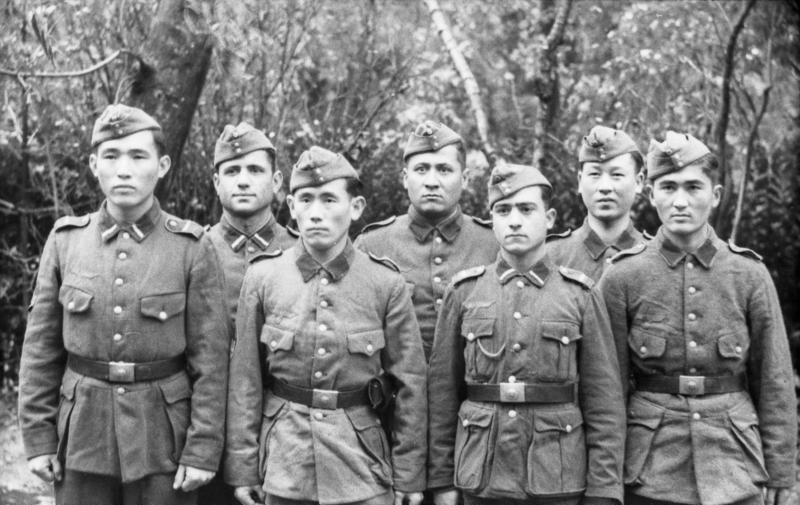
Gevangengenomen Sovjetsoldaten met een moslimachtergrond meldden zich met grote aantallen aan voor de Wehrmacht.

De Communistische Partij van de Sovjet-Unie onderdrukte de islam, net als andere godsdiensten. Veel moskeeën (meer dan 80% in Tatarstan) werden gesloten. De Märcanimoskee was bijvoorbeeld de enige operationele moskee in Kazan gedurende een groot deel van de 20e eeuw.

### De Tweede Wereldoorlog
Tienduizenden dienstplichtige Sovjet-moslims dienden en vochten in de Tweede Wereldoorlog tegen nazi-Duitsland. Hitler en het OberKommando der Wehrmacht begrepen echter goed dat de moslimbevolking van de Sovjet-staten hun land niet erg welgezind waren. Vele krijgsgevangen gemaakte moslimsoldaten meldden dat ze als vrijwilliger voor Duitsland wilden vechten. Anderen werden in de moslimgebieden geworven. Door de Wehrmacht werden daarop drie legereenheden gevormd, bestaande uit ex-Sovjet moslimsoldaten. Twee daarvan deden mee aan de verovering van zuidelijke gebieden door het Oostfront. Ongeveer 40.000 Turkestani en 20.000 Krim-tataren vochten mee aan Duitse zijde. De Wehrmacht deed zijn best zich correct te gedragen in de moslimgebieden die ze onder andere in de Kaukasus veroverden teneinde de bewoners op hun hand te krijgen. De moslimbevolking werd gezien als een hulpmiddel om de olievelden van het Midden-Oosten en Bakoe te verkrijgen. Ook werden door de Duitsers diplomatieke pogingen aangewend om de Turken tot hun bondgenoot te maken. Na de val van Stalingrad besloten dezen echter hun onafhankelijkheid te handhaven en waren de plannen tot het verkrijgen van de olievelden van de baan. De moslimsoldaten trokken ook de aandacht van Himmler, de tweede man na Hitler; hij nam hen op in zijn beruchte Waffen-SS. Moslims die aan Duitse zijde meevochten en in de slotfase van de oorlog door de geallieerden gevangen werden genomen, werden na de oorlog naar de Sovjet-Unie teruggestuurd. Daar wachtte hun executie of de Goelag. Stalin liet de moslimbevolking deporteren die zich Duitsgezind had opgesteld. De Tsjetsjenen, Ingoesjeten en Balkaren, of wat ervan over was, konden na Stalins dood terugkeren; de Krim-tataren konden dat pas na het uiteenvallen van de Sovjet-Unie.

## Huidige situatie

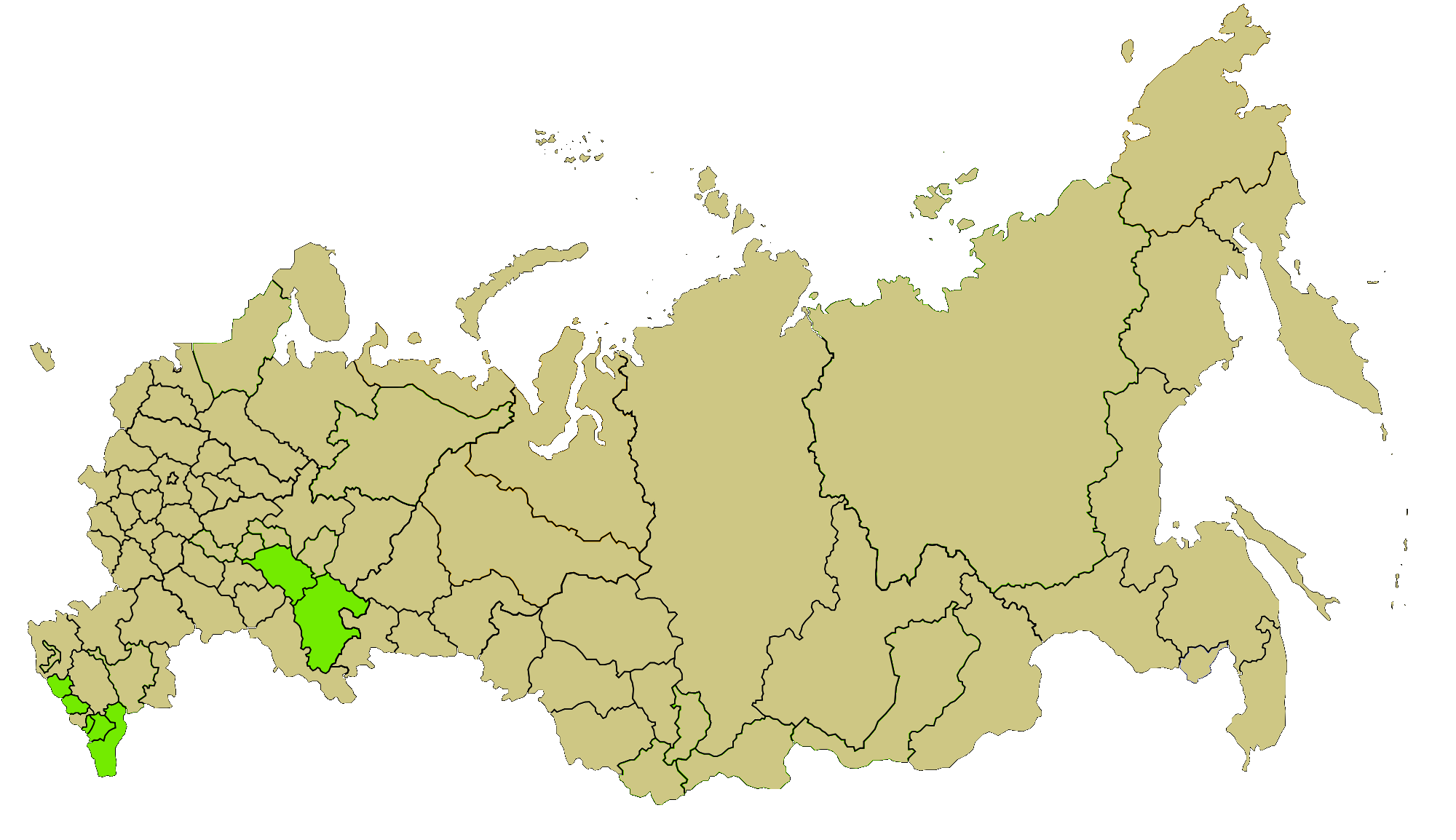
Gebieden met een grote moslimbevolking

Er zijn veel blijken van officiële toenadering tot de islam in het Rusland van na 1990. Het aantal moslims dat toestemming kreeg een pelgrimstocht naar Mekka te maken nam sterk toe nadat het Sovjetembargo in 1991 werd beëindigd. In 1995 werd de Unie van Russische Moslims opgericht, geleid door imam Khatyb Mukaddas uit Tatarstan, die zich richtte op verbetering van de onderlinge verstandhouding en het wegnemen van de Russische misvattingen over de islam. Deze Unie is de directe opvolger van de Unie van Moslims van voor de Eerste Wereldoorlog, die een afvaardiging in de Doema had. De huidige Unie richtte een politieke partij op, die in nauw overleg met imams optreedt om de politieke, economische en culturele rechten van moslims en andere minderheden te behartigen. Het Islamitisch Cultureel Centrum voor Rusland met daaraan verbonden een madrassa (religieuze school), werd in 1991 in Moskou opgericht. In de jaren '90 steeg het aantal islamitische publicaties. Daaronder enkele Russischtalige tijdschriften, namelijk: "Ислам" (Islam), "Эхо Кавказа" (Echo Kavkaza) en "Исламский вестник" (Islamsky Vestnik), en de Russischtalige kranten "Ассалам" (Assalam), en "Нуруль Ислам" (Nurul Islam), die worden uitgebracht in Dagestan.

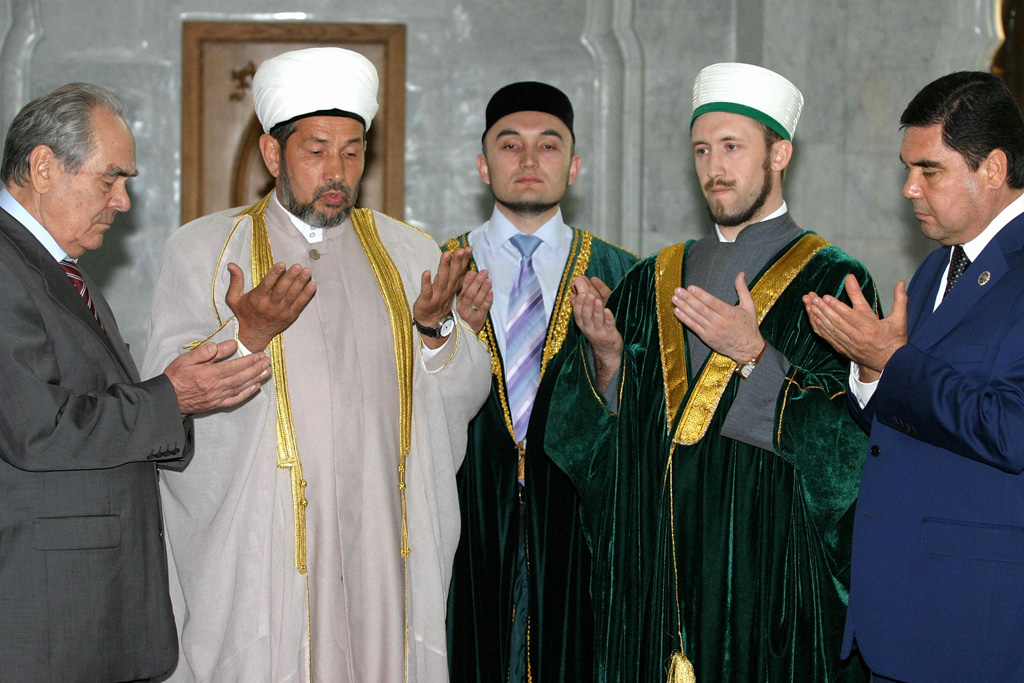
Mintimer Sjajmiejev, president van de republiek Tatarstan, in de Qolşarifmoskee, Kazan.

Kazan heeft een grote moslimbevolking (de grootste na Moskou) en is de vestigingsplaats van de Russische Islamitische Universiteit. Het onderwijs wordt verzorgd in het Russisch en het Tataars.
In Dagestan zijn ook enkele islamitische universiteiten en madrassas, de bekendste zijn: Dagestan Islamic University, Institute of Theology and International Relations, waarvan de rector Maksud Sadikov op 8 juni 2011 werd vermoord.
Poetin heeft de de facto invoering van de Sharia in Tsjetsjenië door Ramzan Kadyrov, inclusief polygamie en de voor vrouwen verplichte sluier toegestaan.
Onder de regering van Poetin heeft de islam zich uitgebreid. Tataarse moslims kennen onder Poetin een revival.
Volgens de Washington Post zijn Russische moslims verdeeld over de Russische interventie in Syrië, maar er zijn meer voor- dan tegenstanders.

#### Demografische gegevens

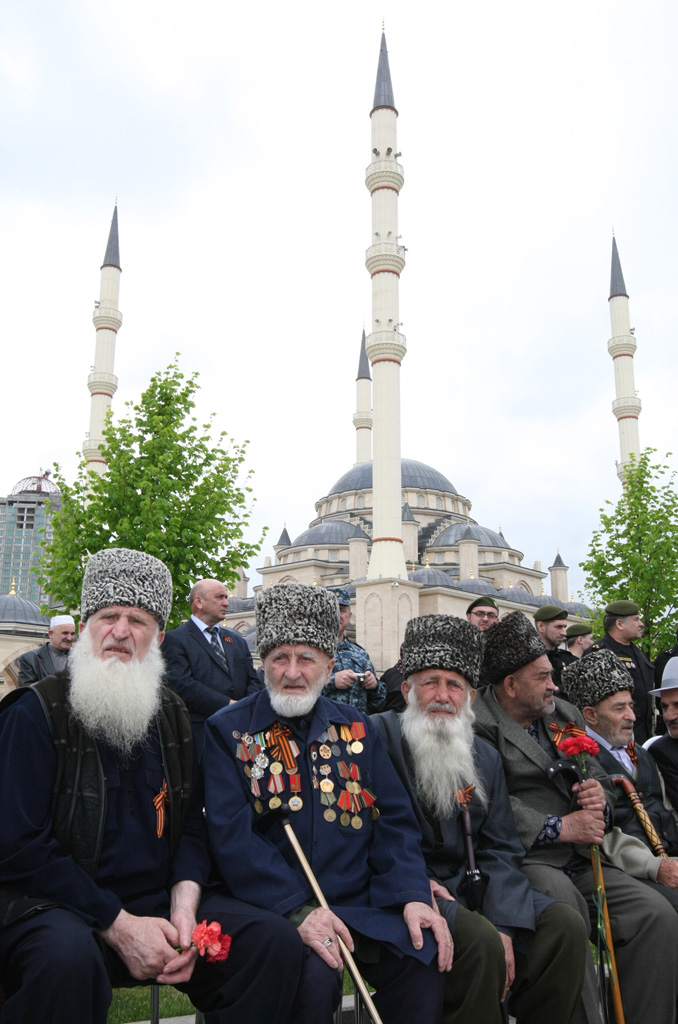
Tsjetsjeense WO-II veteranen bij de viering van de 66e verjaardag van de overwinning door het Oostfront

De meerderheid van de moslims in Rusland behoort tot de soennitische variant. Ongeveer 10% zijn sjiieten. In enkele gebieden, met name Dagestan en Tsjetsjenië is er een traditie van soennitisch soefisme. De inwoners van Azerbeidzjan dat zich afscheidde van de Sovjet-Unie zijn sjiitische volgelingen. Velen emigreerden naar Rusland op zoek naar werk.
Bekende Russische bekeerlingen zijn Vjacheslav Polosin, Vladimir Chodov en Alexander Litvinenko, een overloper van de Russische inlichtingendienst die zich op zijn sterfbed bekeerde.

#### Hadj
In 2010 namen ten minste 20.000 Russische pelgrims deel aan de Hadj, nadat Russische moslimleiders de koning van Saoedi-Arabië verzochtten om het visaquotum te verhogen. De derde Internationale Hadj Management Conferentie, bezocht door 170 gedelegeerden uit 12 landen werd van 7 – 9 juli 2011 in Kazan gehouden.

#### Taalprobleem
Gedurende eeuwen vormden de Tataren de enige etnische moslimgroep in Europees Rusland, en was het Tataars de enige taal die in hun moskeeën werd gebruikt. Deze situatie veranderde in de 20e eeuw toen Kaukasische en Centraal-Aziatische moslims naar Russische steden migreerden en moskeeën bezochten waar Tataars werd gesproken. Op de imams werd vervolgens druk uitgeoefend om Russisch te gaan gebruiken. Dit probleem doet zich ook in Tatarstan zelf voor waar ze een meerderheid vormen.

#### Islam in Moskou
Van de inwoners van Moskou zijn er ongeveer 1 miljoen moslims; daarnaast zijn er nog tot 1,5 miljoen arbeidsmigranten die moslim zijn. De stad telt vier moskeeën. De burgemeester is van mening dat dit aantal voldoende is voor de bevolking. "De economie van de stad kan niet zonder", zei hij. In heel Rusland zijn er 8.000 moskeeën.

## Afbeeldingen

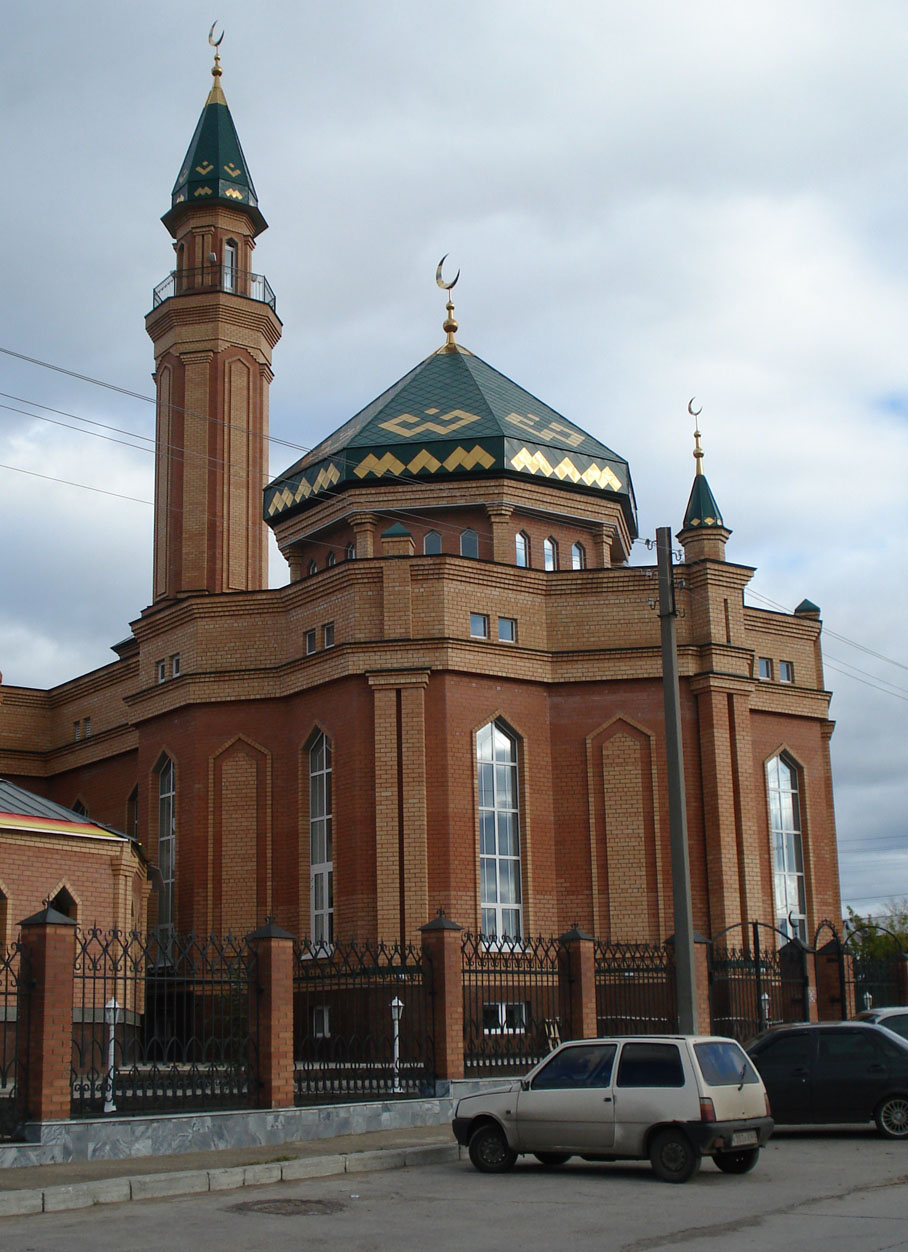
Moskee in Toljatti, Rusland
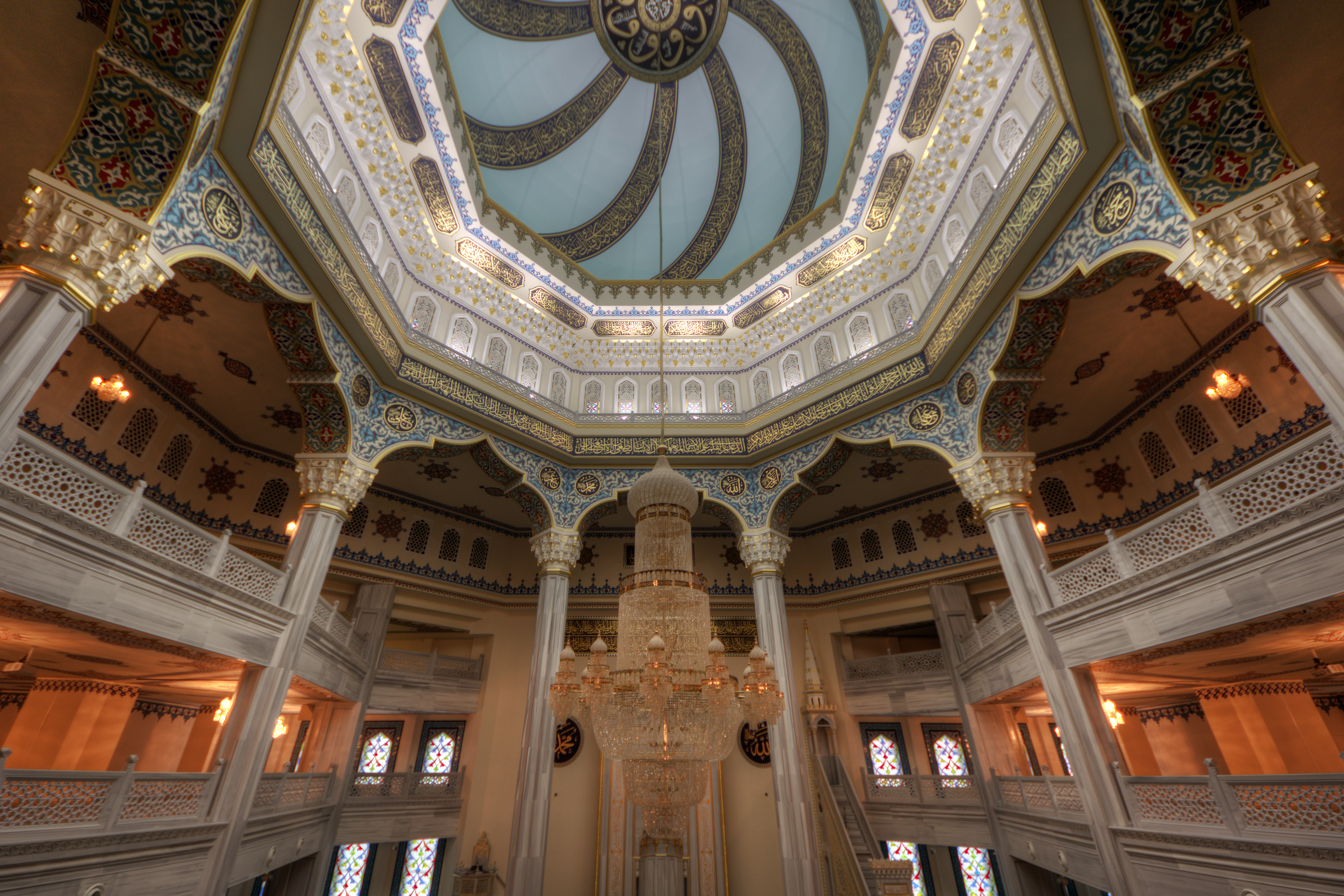
Moskee in Moskou
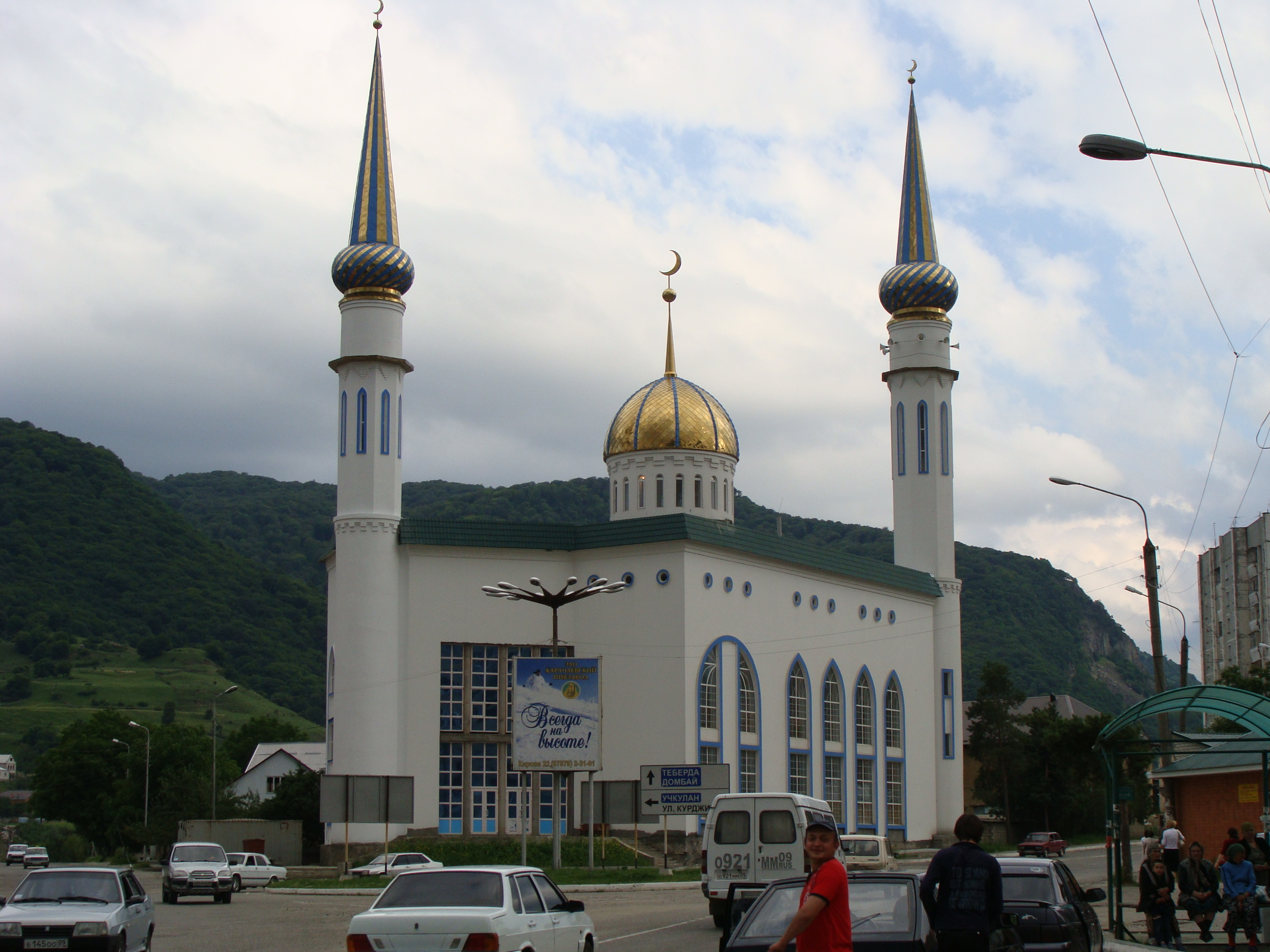
Centrale moskee van Karatsjaevsk, Tsjerkessië
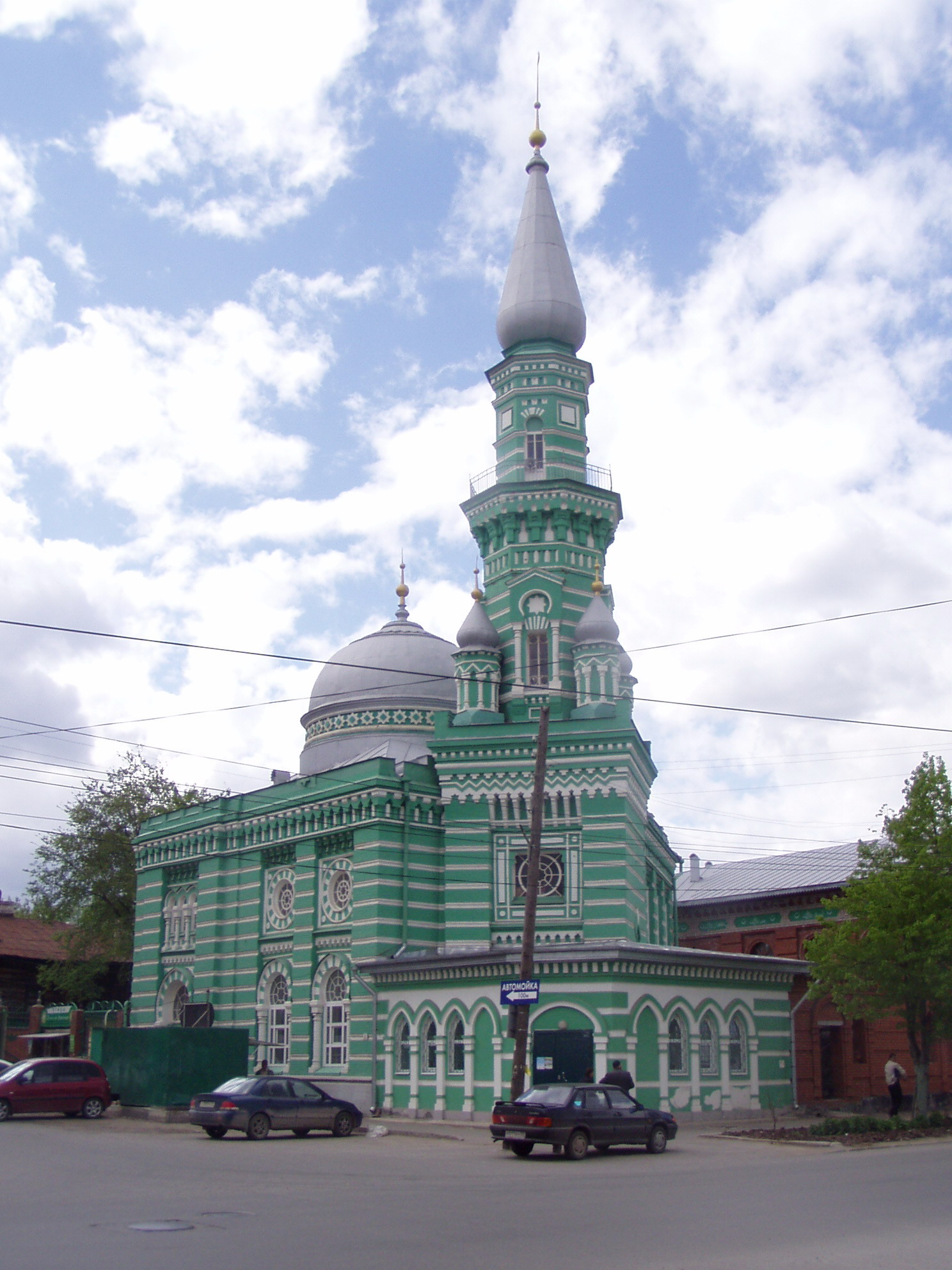
Moskee van Perm
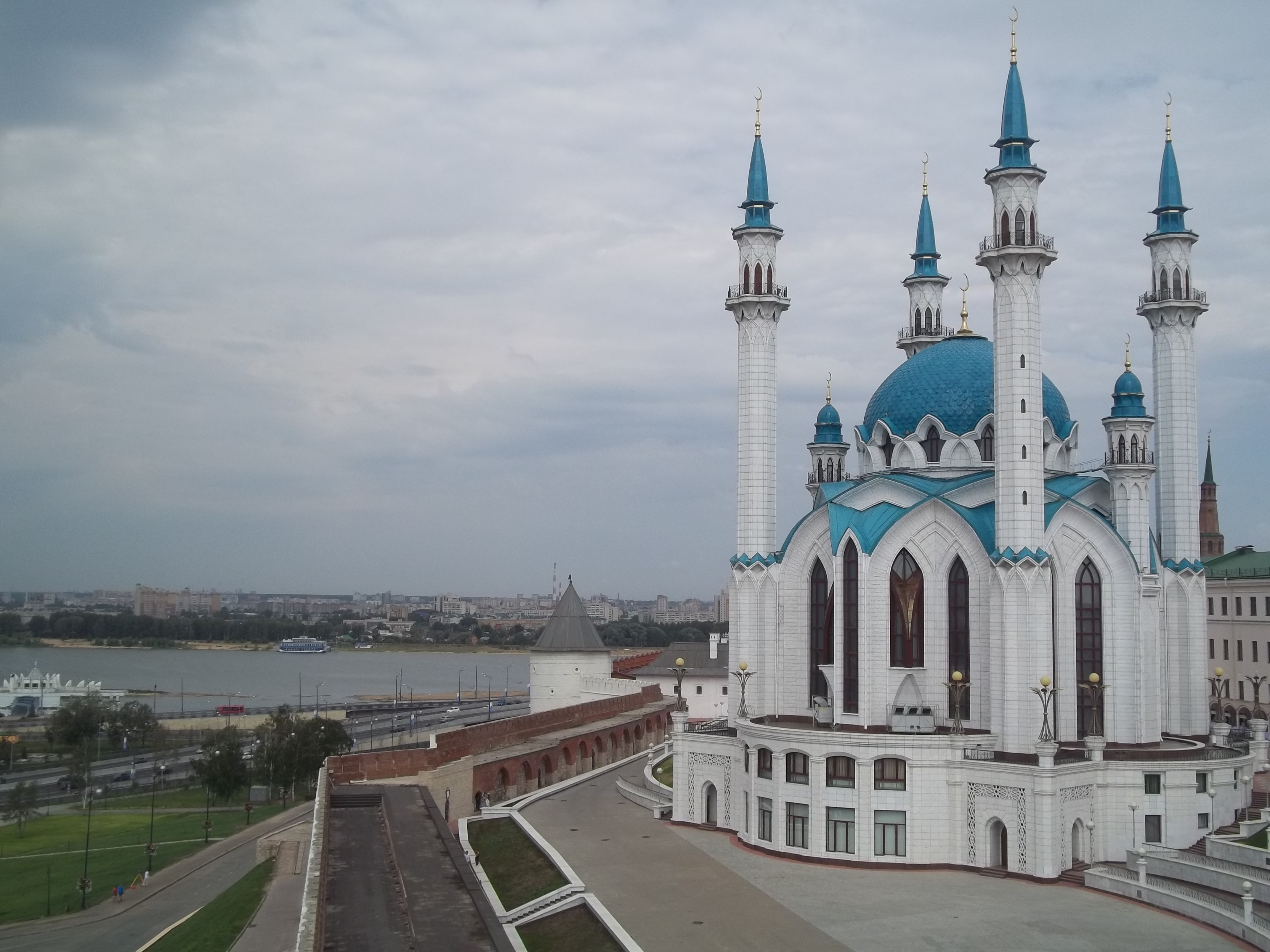
Qolşärifmoskee, Kazan, Tatarstan
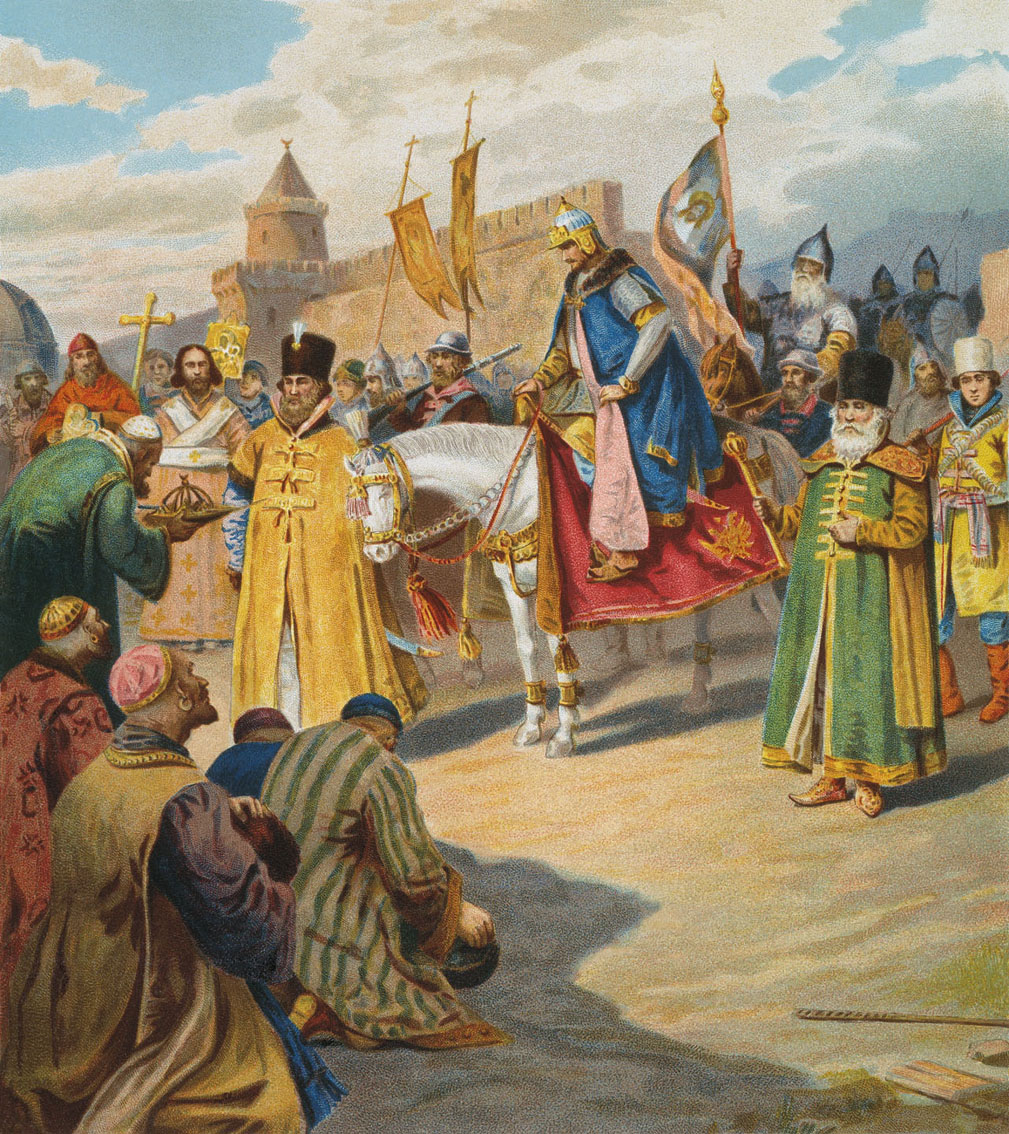
Ivan de Verschrikkelijke onderwierp de Tataren en dwong een aantal zich tot het christendom te bekeren.